# Ernestgrün
Ernestgrün ist ein Gemeindeteil des Marktes Bad Neualbenreuth im oberpfälzischen Landkreis Tirschenreuth. Das Dorf liegt zwischen Wondreb und Neualbenreuth, im Jahr 1970 hatte es 108 Einwohner. Es war ehemals ein bedeutender Verwaltungssitz von Ministerialen des Klosters Waldsassen. Im Jahr 1970 lebten 108 Einwohner in Ernestgrün, 1987 waren es 102.